# Datarock
Datarock er en electronica/rock gruppe fra Norge, der blev dannet i 2000. Debutalbummet Datarock Datarock udkom i 2005.

## Diskografi

### Studiealbums
- Datarock Datarock (2005)
- Red (2009)
- The Musical (2015)
- Face the Brutality (2018)

### EP'er
- Demo/Greatest Hits (2002)
- See What I Care (2007)
- California (2011)
- Roller Coaster (2011)
- A Fool at Forty is a Fool Indeed (2019)

### Singler
- "Computer Camp Love" (2005)
- "Fa-Fa-Fa" (2006)
- "I Used to Dance With My Daddy" (2007)
- "See What I Care" (2007)
- "Princess" (2008)
- "The Pretender" (2009)
- "Give It Up" (2009)
- "Amarillion" (2009)
- "True Stories" (2009)
- "Catcher in the Rye" (2010)
- "In E" (2014)
- "Ruffle Shuffle" (2017)
- "Feathers & Wax" (2018)
- "Laugh in the Face of Darkness" (2018)
- "Digital Life" (2020)
- "Tick Tock" (2020)
- "Video Store" (2021)
- "Double Vision" (2022)